# Henri Woollett
Pour les articles homonymes, voir Woollett.
Henri Woollett est un compositeur et critique musical français né le 13 août 1864 au Havre où il est mort le 9 octobre 1936. 
Il signait Henry Woollett bien qu'enregistré à l'état-civil en tant que Henri Edouard Sanford.

## Biographie
Ses parents anglais, William Woollett, négociant, et Eliza, étaient établis au Havre. Il fait ses études à Paris avec le pianiste Raoul Pugno et le compositeur Jules Massenet. Il épouse Madeleine Sieurin en 1897.
Revenu se fixer dans sa ville natale il enseigne comme professeur de piano ; parmi ses élèves on trouve André Caplet, Arthur Honegger et Raymond Loucheur. Il prend la direction de la Société philharmonique La Sainte-Cécile et participe activement à la vie culturelle de la ville.
Il y fonde également un Institut de musique qui devient, en quelque sorte, une succursale de la Schola Cantorum.

## Écrits
- Petit traité de prosodie à l'usage des compositeurs, P. Hurstel éditeur, Le Havre, 1903,
- Histoire de la musique depuis l'Antiquité jusqu'à nos jours, 4 volumes, Max Heschig éditeur, Paris 1909-1925,
- Histoire de l'orchestration, avec Gabriel Pierné, 1929.

## Œuvres
- La Rose de Sharon, poème lyrique pour orchestre (1895),
- Konzertstück pour violoncelle et orchestre (1903)[3],
- Quatuor à cordes (1929),
- 5 sonates pour violon et piano (1892-1918)[4]
- Sonate pour flûte et piano (1902, équ. à 1ère sonate pour violon et piano),
- Sonate pour alto et piano,
- beaucoup de belles mélodies,
- nombreuses pièces pour piano (Nocturnes et Pastorales, Pièces intimes, À travers la vie, Au jardin de France, Préludes et valses).
- Variations symphoniques